# Acrão
Retrato de Acrão de Agrigento, do livro “Biografia dos ilustres da Sicília”, de Giuseppe Emanuele Ortolani
Acrão (em grego clássico: Ἄκρων; em latim: Acro; Agrigento, ... — ...; fl. século V a.C.), foi um médico siciliota que viveu no século V a.C.

## Biografia

### Adolescência
Acrão, filho do célebre filósofo Zenão de Eleia, nasceu em Agrigento no século V a.C. Ainda jovem, foi para Atenas e estudou filosofia e retórica com Empédocles, seu conterrâneo.

### Da retórica à medicina
Após concluir seus estudos, Acrão logo se destacou como um hábil retórico. Suas palestras públicas sobre retórica e suas habilidades oratórias lhe renderam grande admiração e fama entre seus concidadãos.
Após esse período inicial de sua maturidade, Acrão direcionou seus talentos para o estudo da medicina.
Durante seu aprendizado, ele fez muitas viagens ao Egito e à Ásia, visando reunir o máximo de informações a partir das experiências dos sacerdotes e médicos com os quais se deparou.

### A peste
Diz-se que Acrão aplicou uma solução taumatúrgica aprendida no Egito durante a peste de 430 a.C. em Atenas, e que, a seu conselho, grandes fogueiras foram acesas nas ruas para purificar o ar. A solução mostrou-se eficaz e saudável para muitas pessoas doentes.
Deve-se ter em mente, no entanto, que não há menção a esse fato em Tucídides, e, além disso, mesmo que fosse verdade que Empédocles ou Simônides (morto em 467 a.C.) tenha escrito o epitáfio em homenagem a Acrão, isso não implica necessariamente que este último estivesse em Atenas durante a peste.

### O ápice da fama
Seu talento como médico e sua nova abordagem da medicina lhe renderam tanta admiração e estima que ele ganhou o epíteto de sumo ou supremo entre os médicos.
Entretanto, da mesma forma, sua fama lhe rendeu muitos inimigos, entre eles Empédocles, seu conterrâneo e amigo de infância, que sentia inveja do sucesso de Acrão.
Diógenes Laércio nos conta que Acrão, após pedir ao povo de Agrigento, como recompensa por seus méritos, um lugar na cidade onde pudesse construir um túmulo para sua família, Empédocles usou toda a sua eloquência para garantir que o privilégio não lhe fosse concedido.
Apesar dessa oposição, os cidadãos concordaram prontamente com essas exigências e um epitáfio irônico atribuído a Empédocles ou Simônides e dedicado a Acrão foi gravado na lápide, que será reproduzido em grego antigo para preservar o trocadilho do original:
Ακρον ιητρον Ακρων' Ακραγαντινον πατρος ακρου
Κρύπτει κρημνός άκρος πατρίδος ακροτάτης
Também recebemos uma versão em latim: “Acronem summum Medicum summo patre natum, in summa tumulus summus habet patria.”, ou seja: “Acrão, o mais eminente entre os médicos, filho de um pai eminente, jaz neste eminente penhasco de sua eminente pátria”.

### Escola de medicina
Na Sicília, Acrão fundou uma escola de medicina, cuja pedra angular era a experiência concreta dos fatos e a rejeição de tudo que não aderisse escrupulosamente a eles.
Por essas razões, Plínio, o Velho, o considera o fundador da escola empírica. Empédocles também aderiu a essa doutrina, embora tenha se desviado dela em alguns princípios filosóficos.

## Contribuição à medicina
A inovação que Acrão introduziu na medicina da época foi o maior foco nos fatos.
O médico de Agrigento dedicou grande parte de sua vida a combater os filósofos e médicos da época, acusando-os de reduzir a medicina à metafísica e de submetê-la a especulações filosóficas.
Ele argumentou que a medicina deveria depender exclusivamente da experiência pura, da observação exata dos fatos, e que todas as especulações abstratas eram não apenas supérfluas, mas também prejudiciais.

## Obras
Acrão escreveu vários livros, incluindo “De Arte Medica libros dorica lingua” e “De salubri victus ratione librum unum”.
Entretanto, nenhuma das obras do médico agrigentino chegou até nós, provavelmente porque foram destruídas no incêndio da Biblioteca de Alexandria, onde eram mantidas.
Apesar disso, informações sobre os títulos de muitas obras sobre física e medicina escritas no dialeto dórico nos foram relatadas por Suda e Eudocia.